# Кум'їнське сільське поселення
Ку́м'їнське сільське поселення (рос. Кумьинское сельское поселение) — муніципальне утворення у складі Кілемарського району Марій Ел, Росія. Адміністративний центр — присілок Великі Пам'яли.

## Історія
Станом на 2002 рік існували Кум'їнська сільська рада (село Кум'я, присілки Великі Пам'яли, Кукшари, Малі Пам'яли, Нальмучаш, Пінжедур, Сільхозпочинок, Тогашево, селища Музивален, Рутка) та Майська сільська рада (селище Майський).

## Населення
Населення — 665 осіб (2019, 878 у 2010, 1074 у 2002).

## Склад
До складу поселення входять такі населені пункти:
| Населений пункт          | Населення, осіб (2002) | Населення, осіб (2010) |
| ------------------------ | ---------------------- | ---------------------- |
| Великі Пам'яли, присілок | 219                    | 228                    |
| Кукшари, присілок        | 64                     | 47                     |
| Кум'я, село              | 162                    | 153                    |
| Майський, селище         | 315                    | 237                    |
| Малі Пам'яли, присілок   | 16                     | 11                     |
| Музивален, селище        | 13                     | 1                      |
| Нальмучаш, присілок      | 56                     | 45                     |
| Пінжедур, присілок       | 29                     | 30                     |
| Рутка, селище            | 89                     | 58                     |
| Сільхозпочинок, присілок | 83                     | 62                     |
| Тогашево, присілок       | 28                     | 6                      |